# Emily Fitzroy
Pour les articles homonymes, voir Fitzroy.

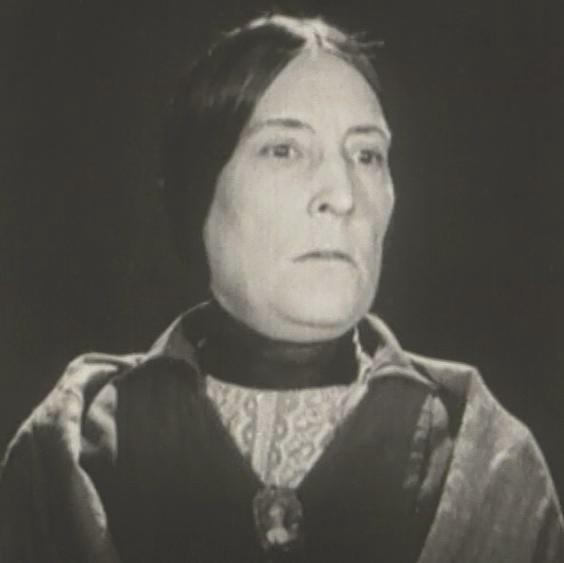
Dans À travers l'orage (1920)

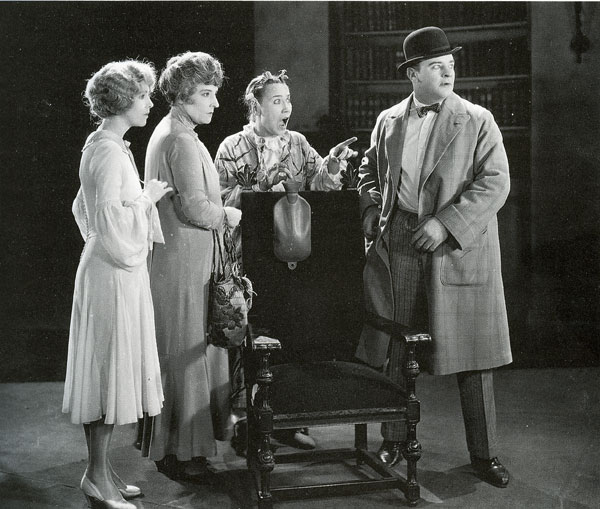
De g. à d. : Jewel Carmen, Emily Fitzroy, Louise Fazenda et Eddie Gribbon,
dans The Bat (1926)

Emily Fitzroy est une actrice britannique, née le 24 mai 1860 à Londres (Angleterre), morte le 3 mars 1954 à Gardena (Californie).

## Biographie
Emily Fitzroy entame sa carrière d'actrice au théâtre et, installée aux États-Unis, joue notamment à Broadway (New York) entre 1912 et 1922, dans six pièces et une comédie musicale.
Au cinéma, de 1913 à 1944, elle contribue à une centaine de films (américains surtout, plus quelques-uns britanniques), dont une soixantaine muets.
Parmi ses films notables, citons À travers l'orage de D. W. Griffith (1920, avec Lillian Gish et Richard Barthelmess), Bardelys le magnifique de King Vidor (1926, avec John Gilbert et Eleanor Boardman), Anna Karénine d'Edmund Goulding (avec John Gilbert et Greta Garbo), Vigil in the Night de George Stevens (1940, avec Carole Lombard et Brian Aherne), ou encore La Belle Ensorceleuse de René Clair (1941, avec Marlene Dietrich et Bruce Cabot).

## Théâtre (à Broadway)
(pièces, sauf mention contraire)
- 1912 : Just to get married de Cicely Hamilton, avec Lucile Watson
- 1912 : Lady Patricia de Rudolf Besier, avec Henry Stephenson
- 1912-1913 : Never say die de William H. Post et William Collier
- 1914-1915 : Lady Luxury, comédie musicale, musique de William Schroeder, lyrics et livret de Rida Johnson Young, avec Ina Claire
- 1916 : Rich Man, Poor Man de Maximilian Foster, avec Brandon Hurst, Jessie Ralph
- 1918 : I.O.U. d'Hector Turnbull et Willard Mack, avec Mary Nash
- 1922 : What the Public wants d'Arnold Bennett, avec Margaret Wycherly

## Filmographie partielle
(films américains, sauf mention contraire)
- 1916 : The Return of Eve de Arthur Berthelet
- 1920 : Deadline at Eleven de George Fawcett
- 1920 : Le Fantôme de Lord Barington (The Man Who Lost Himself) de Clarence G. Badger et George D. Baker
- 1920 : On demande un mari (The Frisky Mrs. Johnson) de Edward Dillon
- 1920 : The New York Idea de Herbert Blaché
- 1920 : À travers l'orage (Way Down East) de D. W. Griffith
- 1921 : Straight is the Way de Robert G. Vignola
- 1921 : Out of the Chorus de Herbert Blaché
- 1921 : Jane Eyre de Hugo Ballin
- 1922 : Fascination de Robert Z. Leonard
- 1922 : No Trespassing de Edwin L. Hollywood
- 1923 : Le Vengeur (Fury) de Henry King
- 1923 : Les Étrangers de la nuit (Strangers of the Night) de Fred Niblo
- 1923 : Driven de Charles Brabin
- 1923 : The Purple Highway de Henry Kolker
- 1923 : Les Deux gosses (Jealous Husbands) de Maurice Tourneur
- 1924 : Son heure (His Hour) de King Vidor
- 1924 : Secrets de Frank Borzage
- 1924 : Mon cœur et mes millions (Her Night of Romance) de Sidney Franklin
- 1924 : The Whispered Name de King Baggot
- 1924 : A Girl of the Limberlost de James Leo Meehan
- 1924 : The Red Lily de Fred Niblo
- 1924 : Untamed Youth de Émile Chautard
- 1924 : Love's Wilderness de Robert Z. Leonard
- 1924 : The Man who came back de Emmett J. Flynn
- 1925 : The Denial d'Hobart Henley
- 1925 : Sa vie (The Lady) de Frank Borzage
- 1925 : La Saltimbanque (Thunder Mountain) de Victor Schertzinger
- 1925 : Outwitted de J. P. McGowan
- 1925 : La Frontière humaine (Never the Twain shall meet) de Maurice Tourneur
- 1925 : Matador (The Spaniard) de Raoul Walsh
- 1925 : Bobbed Hair de Alan Crosland
- 1925 : Learning to Love de Sidney Franklin
- 1925 : The Red Kimona de Walter Lang
- 1925 : Notre héros (Lazybones), de Frank Borzage
- 1925 : Are Parents People ? de Malcolm St. Clair
- 1925 : L'Amazone (Zander the Great) de George W. Hill
- 1926 : Les Mésaventures de Jones (What happened to Jones) de William A. Seiter
- 1926 : Bardelys le magnifique (Bardelys the Magnificent) de King Vidor
- 1926 : Docteur Frakass (Hard Boiled) de John G. Blystone
- 1926 : L'Oiseau de nuit (The Bat) de Roland West
- 1926 : High Steppers d'Edwin Carewe
- 1926 : Don Juan de Alan Crosland
- 1926 : Marriage License? de Frank Borzage
- 1927 : One Increasing Purpose de Harry Beaumont
- 1927 : The Sea Tiger de John Francis Dillon
- 1927 : Mockery de Benjamin Christensen
- 1927 : Orchids and Ermine d'Alfred Santell
- 1927 : Anna Karénine (Love) de Edmund Goulding
- 1927 : Once and Forever de Phil Goldstone
- 1927 : Foreign Devils (en) de W. S. Van Dyke
- 1927 : Married Alive de Emmett J. Flynn
- 1927 : L'Implacable Destin (Love Me and the World is Mine) de Ewald André Dupont
- 1928 : Les hommes préfèrent les blondes (Gentlemen prefer Blondes) de Malcolm St. Clair
- 1928 : La Piste de 98 (The Trail of '98) de Clarence Brown
- 1929 : The Bridge of San Luis Rey de Charles Brabin
- 1929 : Show Boat de Harry A. Pollard
- 1929 : Le Calvaire de Lena X (The Case of Lena Smith) de Josef von Sternberg
- 1930 : Dumbbells in Ermine de John G. Adolfi
- 1930 : The Man from Blankley's de Alfred E. Green
- 1930 : The Flirting Widow de William A. Seiter
- 1930 : La Chanson de mon cœur (Song o' My Heart) de Frank Borzage
- 1930 : New Moon de Jack Conway
- 1931 : Déloyale (Unfaithful) de John Cromwell
- 1931 : It's a Wise Child de Robert Z. Leonard
- 1931 : Misbehaving Ladies de William Beaudine
- 1932 : Lloyd of the C.I.D. de Henry MacRae et Ray Taylor
- 1932 : Aren't We All ? de Harry Lachman (film britannique)
- 1933 : Timbuctoo de Walter Summers et Arthur B. Woods (film britannique)
- 1933 : Her Imaginery Lover de George King (film britannique)
- 1933 : Don Quichotte (Don Quixote ou Adventures of Don Quixote) de Georg Wilhelm Pabst (film franco-britannique ; version anglaise)
- 1934 : L'Homme aux deux visages (The Man with Two Faces) de Archie Mayo
- 1934 : Two Heads on a Pillow de William Nigh
- 1934 : Le capitaine déteste la mer (The Captain hates the Sea) de Lewis Milestone
- 1935 : La Malle de Singapour (China Seas) de Tay Garnett
- 1936 : The Bold Caballero de Wells Root : Chaperon de Lady Isabella
- 1937 : La Joyeuse Suicidée (Nothing Sacred) de William A. Wellman
- 1938 : The Frontiersmen (en) de Lesley Selander
- 1940 : L'Angoisse d'une nuit (Vigil in the Night) de George Stevens
- 1941 : La Femme aux deux visages (Two-Faced Woman) de George Cukor
- 1941 : La Belle Ensorceleuse (The Flame of New Orleans) de René Clair
- 1943 : Et la vie recommence (Forever and a Day) d'Edmund Goulding, Cedric Hardwicke et autres
- 1944 : Les Blanches Falaises de Douvres (The White Cliffs of Dover) de Clarence Brown